# Hopedale Airport
Hopedale Airport är en flygplats i Kanada.   Den ligger i provinsen Newfoundland och Labrador, i den östra delen av landet, 1 600 km nordost om huvudstaden Ottawa. Hopedale Airport ligger 9 meter över havet.
Terrängen runt Hopedale Airport är platt. Havet är nära Hopedale Airport österut. Trakten runt Hopedale Airport är nära nog obefolkad, med mindre än två invånare per kvadratkilometer.. Närmaste större samhälle är Hopedale, 2,7 km nordost om Hopedale Airport.